# سیناپتیک
سیناپتیک (به انگلیسی: Synaptic) یک برنامه کامپیوتری است که یک واسط گرافیکی کاربر جی‌تی‌کی+ نهایی برای ابزار بسته‌بندی پیشرفته سیستم مدیریت بسته دبیان است. سیناپتیک عموماً در سیستم‌های مبتنی بر بسته‌های deb استفاده می‌شود اما همچنین می‌تواند در سیستم‌های مبتنی بر بسته‌های RPM نیز استفاده شود. سیناپتیک می‌تواند برای نصب، حذف، یا به روزرسانی بسته‌های نرم‌افزاری یا افزودن مخازن استفاده شود.

## امکانات
- نصب، حذف، ارتقاء و داونگرید یک بسته یا چند بسته
- ارتقاء گسترده سیستم
- ابزار جستجوی بسته ها
- مدیریت مخازن بسته ها
- یافتن بسته‌ها به وسیلهٔ نام، توضیحات و دیگر ویژگی ها
- انتخاب کردن بسته‌ها به وسیلهٔ وضعیت، بخش، نام یا فیلترهای دلخواه
- مرتب کردن بسته‌ها بروسیله نام، وضعیت، اندازه و نسخه
- مرور مستندات آنلاین مربوط به یک بسته
- دانلود آخرین تغییرات یک بسته
- قفل بسته به نسخه فعلی
- اجبار به نصب یک نسخه خاص بسته
- واگرد/ازنو انتخاب‌ها
- شبیه ساز خط فرمان داخلی برای مدیریت بسته‌ها

همچنین این ویژگی‌ها تنها برای دبیان و اوبونتو وجود دارد:
- پیکربندی بسته‌ها از طریق سیستم debconf
- جستجوی سریع بر پایه xapian
- دریافت تصاویر از screenshots.debian.net

## استفاده
مدیریت بسته‌ها کاربر را قادر می‌سازد بسته‌های نرم‌افزاری را نصب، به‌روزرسانی یا حذف کند. برای نصب یک بسته یک کاربر باید برنامه‌ای که می‌خواهد را جستجو کند و برنامه را برای نصب انتخاب کند. تغییرات بلافاصله اعمال نمی‌شود کاربر باید همه همه تغییرات را انتخاب کند سپس دکمه apply را بزند.

## تاریخچه
توسعه سیناپتیک به وسیلهٔ Conectiva پایه‌گذاری شد که از آلفردو کوجیما درخواست کرد یک ظاهر گرافیکی برای apt بنویسد. ادامه کار با ایجاد APT RPM ادامه پیدا کرد.
در نهایت سیناپتیک در فرایند نصب Conectiva استفاده شد. گوستاو نیمایر نیر همزمان با کار بروی Conectiva's روی سیناپتیک کار می‌کرد. سیناپتیک در حال حاضر به وسیلهٔ Michael Vogt نگهداری می‌شود.

## همچنین ببینید
Aptitude
نرم افزار گنوم